# Gourdon (Ardèche)
Gourdon település Franciaországban, Ardèche megyében. Lakosainak száma 78 fő (2022. január 1.). Gourdon Ajoux, Pourchères, Saint-Andéol-de-Vals, Saint-Étienne-de-Boulogne, Saint-Joseph-des-Bancs, Saint-Julien-du-Gua, Saint-Michel-de-Boulogne és Saint-Priest községekkel határos.

## Népesség
A település népességének változása:
| Lakosok száma | 133  | 96   | 83   | 80   | 93   | 95   | 88   | 81   | 80   | 78   |
|               | 1968 | 1982 | 1990 | 2006 | 2013 | 2015 | 2017 | 2019 | 2020 | 2022 |